# Уарем (окръг)
Уарем (на френски: Waremme) е окръг в Източна Белгия, провинция Лиеж. Площта му е 390 km², а населението – 80 902 души (по приблизителна оценка от януари 2018 г.). Административен център е град Уарем.